# Turkmenisches Alphabet
Das Turkmenische Alphabet ist die auf dem lateinischen Alphabet basierende Schrift, in der die turkmenische Sprache heute verschriftet ist. In Turkmenistan ist heute allein dieses Alphabet offiziell gültig, obwohl früher kyrillisches Alphabet benutzt war. Außer Turkmenistan wird auch Persoarabische Schrift verwendet.

## Persoarabisches Alphabet
Während der Entstehung der turkmenischen Sprache im Zeitraum von 14. bis 18. Jahrhundert wurden arabische Buchstaben verwendet. Im 18. Jahrhundert existierte schon umfangreiche Literatur in der turkmenischen Sprache. Bereits Ende des 18. Jahrhunderts gab es eine umfangreiche literarische Produktion in turkmenischer Sprache. Zwar lag der Analphabetismusanteil unter den Turkmenen Ende des 19. Jahrhunderts bei über 99 %, die Veröffentlichung von Büchern war schwierig, und die erste Fibel in turkmenischer Sprache erschien erst 1913. Die erste Zeitung erschien 1914.
Persoarabische Schrift ist jedoch für die Verschriftung Turksprachen eher schlecht geeignet, weil es zu viel Konsonantenzeichen erhaltet, die vor allem für die arabische Sprache benötigt sind, während es zugleich an Vokalenzeichen mangelt. Deren gibt es im Turkmenischen 9 und Vokalquantität kann auch Bedeutung der Wörter beeinflussen.
Während der frühen Sowjetzeiten, kam es 1922 und 1925 zu Rechtschreibungsreformen, bei denen unnötige Buchstaben entfernt und neue, durch Zufügung diakritischen Zeichen entstanden, eingeführt wurden.
Turkmenen in Irak, Afghanistan, Iran usw. schreiben immer noch in persoarabischer Schrift.

## Kyrillisches Alphabet
Ende der 1930. begannen die Vorbereitungen, die auf dem Russischen Alphabet basierende kyrillische Schrift als das Schreibsystem für Minderheitssprachen der Sowjetunion einzuführen. Dies war unter der Aufsicht Staatsausschüssen einzelnen Sowjetrepubliken realisiert. Offiziell war es mit der Notwendigkeit der Vereinheitlichung Schreibsysteme Turksprachen und technischen Vorteilen, beispielsweise in Typografie, begründet, obwohl zu den nicht-öffentlichen Zielen auch Erweiterung des Wirkungsbereichs der russischen Sprache und Verstärkung ihrer Dominanz in Kultur-, Informations-, Bildungs- und Wissenschaftsbereichen des Staates gehörten.
In der TuSSR war die arabische Schrift mit der kyrillischen 1940 ersetzt. Die einzige Änderung, die später an diesem Alphabet vorgenommen war, war die Verschiebung des Buchstaben Ъ vom Ende an die Position, die der Buchstabenfolge des Russischen Alphabets entspricht.
| А а | Б б | В в | Г г | Д д | Е е | Ё ё | Ж ж |
| Җ җ | З з | И и | Й й | К к | Л л | М м | Н н |
| Ң ң | О о | Ө ө | П п | Р р | С с | Т т | У у |
| Ү ү | Ф ф | Х х | Ц ц | Ч ч | Ш ш | Щ щ | Ъ ъ |
| Ы ы | Ь ь | Э э | Ə ә | Ю ю | Я я |     |     |

Das turkmenische kyrillische Alphabet wurde 2000 aus dem offiziellen Gebrauch entfernt.

## Lateinisches Alphabet
Die reformierte persoarabische Schrift für die turkmenischen Sprache war als vorläufig geplant. Im Jahr 1928 wurde sie durch Jaꞑalif ersetzt, bevor die kyrillische Schrift eingeführt war.
Nach dem Zerfall der Sowjetunion begann 1993 ein staatliches Programm für die Einführung der lateinischen Schrift. In der Zwischenzeit begann man mit dem systematischen Entfernen von Russismen aus der turkmenischen Sprache. Diese Vorgänge fanden unabhängig von der öffentlichen Meinung und der Nachfrage in der Gesellschaft statt und alle Entscheidungen waren direkt vom Präsidenten getroffen.
Das erste Projekt vom turkmenischen lateinischen Alphabet wurde von einer Gruppe von Wissenschaftlern des Instituts für Sprachwissenschaft unter der Leitung von M. Söyegov entwickelt und am 19. August 1992 in der Zeitung „Türkmenistan“ veröffentlicht. Es bestand aus folgenden Buchstaben: A a, B b, C c, D d, E e, Ea ea, F f, G g, H h, I i, J j, Jh jh, K k, L l, M m, N n, Ng ng, O o, Q q, P p, R r, S s, Sh sh, T t, Ts ts, U u, V v, W w, X x, Y y, Z z. Besondere an diesem Projekt war die nicht-traditionelle Anwendung von Buchstaben Q, V, X, da sie den deutschen Ö, Ü, Ä entsprachen.

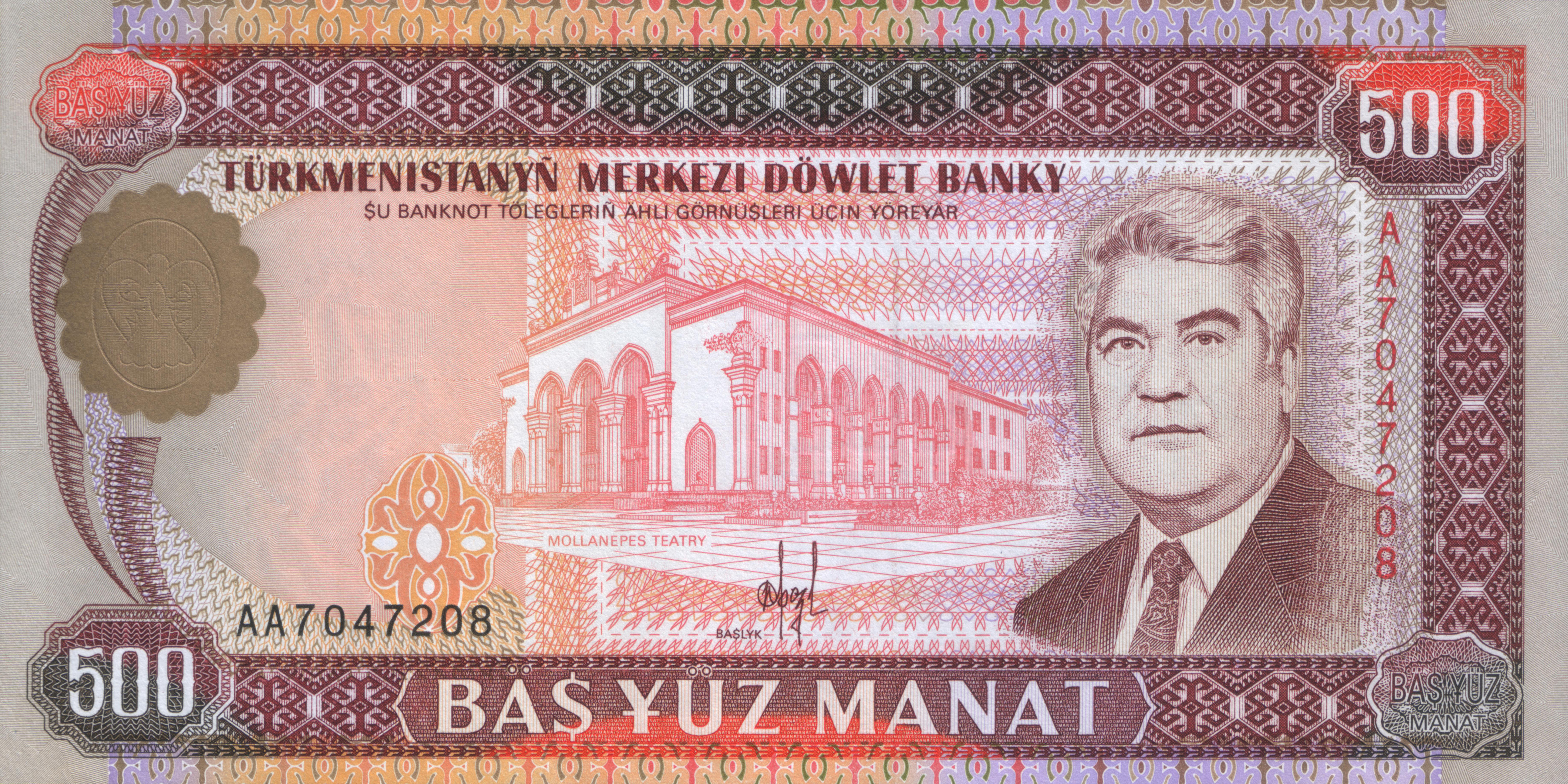
Turkmenische 500-Manat-Banknote aus dem Jahr 1995 mit der Aufschrift „BÄ$ ¥ÜZ MANAT“ mit den Buchstaben $ und ¥.

Im Januar 1993, während einer Sitzung der Turkmenischen Akademie der Wissenschaften wurde ein Ausschuss zum neuen Alphabet für die turkmenische Sprache mit Saparmyrat Nyýazow, dem Präsidenten Turkmenistans, als Vorsitzendem, eingerichtet. Im Februar wurde das neu entwickelte Alphabet der Presse vorgestellt, und es wurde am 12. April 1993 genehmigt. Es enthielt folgende Buchstaben: A a, B b, Ç ç, D d, E e, Ä ä, F f, G g, H h, I i, J j, £ ſ, K k, L l, M m, N n, Ñ ñ, O o, Ö ö, P p, R r, S s, $ ¢, T t, U u, Ü ü, W w, Y y, ¥ ÿ, Z z. Was an diesem Alphabet besonders ist, ist dass Dollar-, Yen- und Pfundzeichen da als Buchstaben verwendet werden.
Nach 6 Jahren wurden Änderungen am Alphabet vorgenommen, unter anderem wurden nicht-traditionelle Buchstaben ersetzt, wodurch es seine aktuelle Aussicht erhielt. Im Gegenstand zu anderen Schreibsystemen der Turksprachen wird Hatschek im turkmenischen Alphabet angewendet.
| A a | B b | Ç ç | D d | E e | Ä ä | F f |
| G g | H h | I i | J j | Ž ž | K k | L l |
| M m | N n | Ň ň | O o | Ö ö | P p | R r |
| S s | Ş ş | T t | U u | Ü ü | W w | Y y |
| Ý ý | Z z |     |     |     |     |     |

Seit 2000 ist dieses Alphabet das einzige offiziell erlaubte Mittel für die Verschriftung der turkmenischen Sprache in Turkmenistan.

## Vergleichungstabelle
| Lateinische Schrift | Lateinische Schrift | Lateinische Schrift | Lateinische Schrift | Kyrillische Schrift 1940–1993 | Persoarabische Schrift | Persoarabische Schrift | IPA   |
| seit 1999           | 1993–1999           | 1992                | Jaꞑalif 1929–1940   | Kyrillische Schrift 1940–1993 | Sowjetunion 1923–1929  | Iran                   | IPA   |
| ------------------- | ------------------- | ------------------- | ------------------- | ----------------------------- | ---------------------- | ---------------------- | ----- |
| A a                 | A a                 | A a                 | A a                 | А а                           | آ ع                    | آ                      | [a]   |
| B b                 | B b                 | B b                 | B ʙ                 | Б б                           | ب                      | ب                      | [b]   |
| Ç ç                 | Ç ç                 | C c                 | C c                 | Ч ч                           | چ                      | چ                      | [tʃ]  |
| D d                 | D d                 | D d                 | D d                 | Д д                           | د                      | د                      | [d]   |
| E e                 | E e                 | E e                 | E e                 | Э э Е е                       | ٱ                      | اِ / ه                  | [e]   |
| Ä ä                 | Ä ä                 | Ea ea               | Ә ә                 | Ә ә                           | أ                      | أ                      | [æ]   |
| F f                 | F f                 | F f                 | F f                 | Ф ф                           | ف                      | ف                      | [f]   |
| G g                 | G g                 | G g                 | G g                 | Г г                           | گ                      | گ                      | [g~ʁ] |
| G g                 | G g                 | G g                 | Ƣ ƣ                 | Г г                           | غ                      | غ                      | [g~ʁ] |
| H h                 | H h                 | H h                 | H h                 | Х х                           | ح                      | ە ح                    | [h~x] |
| H h                 | H h                 | H h                 | X x                 | Х х                           | خ                      | خ                      | [h~x] |
| I i                 | I i                 | I i                 | I i                 | И и                           | ى                      | اى                     | [i]   |
| J j                 | J j                 | J j                 | Ç ç                 | Җ җ                           | ج                      | ج                      | [dʒ]  |
| Ž ž                 | £ ſ                 | Jh jh               | Ƶ ƶ                 | Ж ж                           | ژ                      | ژ                      | [ʒ]   |
| K k                 | K k                 | K k                 | K k                 | К к                           | ک                      | ك                      | [k]   |
| K k                 | K k                 | K k                 | Q q                 | К к                           | ق                      | ق                      | [q]   |
| L l                 | L l                 | L l                 | L l                 | Л л                           | ل                      | ل                      | [l]   |
| M m                 | M m                 | M m                 | M m                 | М м                           | م                      | م                      | [m]   |
| N n                 | N n                 | N n                 | N n                 | Н н                           | ن                      | ن                      | [n]   |
| Ň ň                 | Ñ ñ                 | Ng ng               | Ŋ ŋ                 | Ң ң                           | ڭ                      | نگ                     | [ŋ]   |
| O o                 | O o                 | O o                 | O o                 | О о                           | او                     | اوْ / وْ                 | [o]   |
| Ö ö                 | Ö ö                 | Q q                 | Ө ө                 | Ө ө                           | اۇ                     | اؤ / ؤ                 | [œ]   |
| P p                 | P p                 | P p                 | P p                 | П п                           | پ                      | پ                      | [p]   |
| R r                 | R r                 | R r                 | R r                 | Р р                           | ر                      | ر                      | [r]   |
| S s                 | S s                 | S s                 | S s                 | С с                           | ث س ص                  | ث س ص                  | [θ]   |
| Ş ş                 | $ ¢                 | Sh sh               | Ş ş                 | Ш ш                           | ش                      | ش                      | [ʃ]   |
| T t                 | T t                 | T t                 | T t                 | Т т                           | ط ت                    | ت                      | [t]   |
| U u                 | U u                 | U u                 | U u                 | У у                           | او                     | اۇ / ۇ                 | [u]   |
| Ü ü                 | Ü ü                 | V v                 | Y y                 | Ү ү                           | اۇ                     | اۆ / ۆ                 | [y]   |
| W w                 | W w                 | W w                 | V v                 | В в                           | و                      | و                      | [w~v] |
| Y y                 | Y y                 | X x                 | Ь ь                 | Ы ы                           | ى                      | اؽ                     | [ɯ]   |
| Ý ý                 | ¥ ÿ                 | Y y                 | J j                 | Й й                           | ي                      | ی                      | [j]   |
| Z z                 | Z z                 | Z z                 | Z z                 | З з                           | ظ ض ذ ز                | ظ ض ذ ز                | [ð]   |